# Agasyllis
Agasyllis, monotipski biljni rod iz porodice štitarki. Jedina je vrsta A. latifolia, kavkaski endem.
Korijen biljke sadrži ostrutin, koji je prisutan i u vrstama Peucedanum ostruthium i Libanotis condensata.

## Sinonimi
- Archangelica latifolia (M.Bieb.) Koso-Pol.
- Cachrys decursiva Hornem.
- Cachrys latifolia M.Bieb.
- Siler latifolia (M.Bieb.) M.Hiroe